# Панасюк Федір Тимофійович
Федір Тимофійович Панасюк (нар. 17 серпня 1948, село Бичева, тепер Любарського району Житомирської області) — український діяч, 1-й секретар Чуднівського райкому КПУ, голова Любарського і Чуднівського райвиконкомів Житомирської області, начальник Управління моніторингу Секретаріату Кабінету Міністрів України. Народний депутат України 1-го скликання. Академік Муніципальної академії України (2000).

## Біографія
Народився у селянській родині.
У 1969—1978 роках — головний спеціаліст, заступник голови колгоспу імені Чапаєва Любарського району Житомирської області; студент-заочник Рогачів-Волинського сільськогосподарського технікуму Житомирської області.
Член КПРС з 1971 до 1991 року.
Закінчив Українську сільськогосподарську академію, вчений зоотехнік.
У 1978—1979 роках — голова колгоспу «Перемога» Любарського району Житомирської області.
У 1979—1982 роках — 2-й секретар Любарського районного комітету КПУ Житомирської області.
Закінчив заочно Вищу партійну школу при ЦК КПУ.
У 1982—1985 роках — голова виконавчого комітету Любарської районної Ради народних депутатів Житомирської області.
У 1985—1991 роках — 1-й секретар Чуднівського районного комітету КПУ Житомирської області.
18.03.1990 року обраний народним депутатом України, 2-й тур, 50,54 % голосів, 6 претендентів. Входив до групи «За соціальну справедливість», групи «Рада». Член Комісії ВР України з питань відродження та соціального розвитку села.
У 1991 — квітні 1992 року — голова Чуднівської районної Ради народних депутатів, голова виконавчого комітету Чуднівської районної Ради народних депутатів Житомирської області.
У 1994—1996 роках — заступник завідувача, завідувач сектору відділу взаємодії з місцевими Радами і органами виконавчої влади Кабінету Міністрів України. У липні — вересні 1996 року — завідувач відділу взаємодії з місцевими Радами і органами виконавчої влади Кабінету Міністрів України. У вересні 1996 — квітні 1998 року — завідувач відділу з питань місцевих державних адміністрацій та органів місцевого самоврядування Кабінету Міністрів України. У квітні 1998 — січні 2000 року — начальник Управління з питань місцевих державних адміністрацій та органів місцевого самоврядування Кабінету Міністрів України. Член Координаційної ради з питань місцевого самоврядування (у вересні 1998 — грудні 2000 року).
У січні 2000 — липні 2001 року — начальник Управління експертизи та аналізу розвитку територій Департаменту внутрішньої політики Секретаріату Кабінету Міністрів України. Потім — 1-й заступник керівника Головного управління організаційно-кадрової роботи та взаємодії з регіонами Адміністрації Президента України.
У липні 2002 — лютому 2003 року — начальник Управління експертизи та аналізу оборонно-мобілізаційної роботи, діяльності правоохоронних органів і органів юстиції Секретаріату Кабінету Міністрів України.
У лютому 2003 — серпні 2005 року — заступник начальника Департаменту діловодства та моніторингу — начальник Управління моніторингу Секретаріату Кабінету Міністрів України. У серпні 2005 — серпні 2006 року — начальник Управління моніторингу Секретаріату Кабінету Міністрів України.
Потім — на пенсії.

## Нагороди
- орден «Знак Пошани» (1976)
- орден «За заслуги» ІІІ ступеня (.08.1997)[11]
- медалі
- почесна грамота Кабінету Міністрів України (1998)[12]
- грамота Президента України (2000)